# 21064 Yangliwei
21062 Yangliwei là một tiểu hành tinh đặt tên theo Nhà du hành vũ trụ Cộng hòa Nhân dân Trung Hoa Dương Lợi Vĩ. Nó được phát hiện năm 1991 và đặt tên năm 2005.